# Rita Spijker
Rita Spijker (Slagharen, 26 januari 1957) is een Nederlandse auteur. Spijker woont in Middelbert aan de rand van Groningen en was gehuwd met theatermaker Rob Heiligers. Enkele van haar boeken zijn autobiografisch, o.a. het boek Rauwe dagen over het overlijden van haar ouders.